# Erbendorf

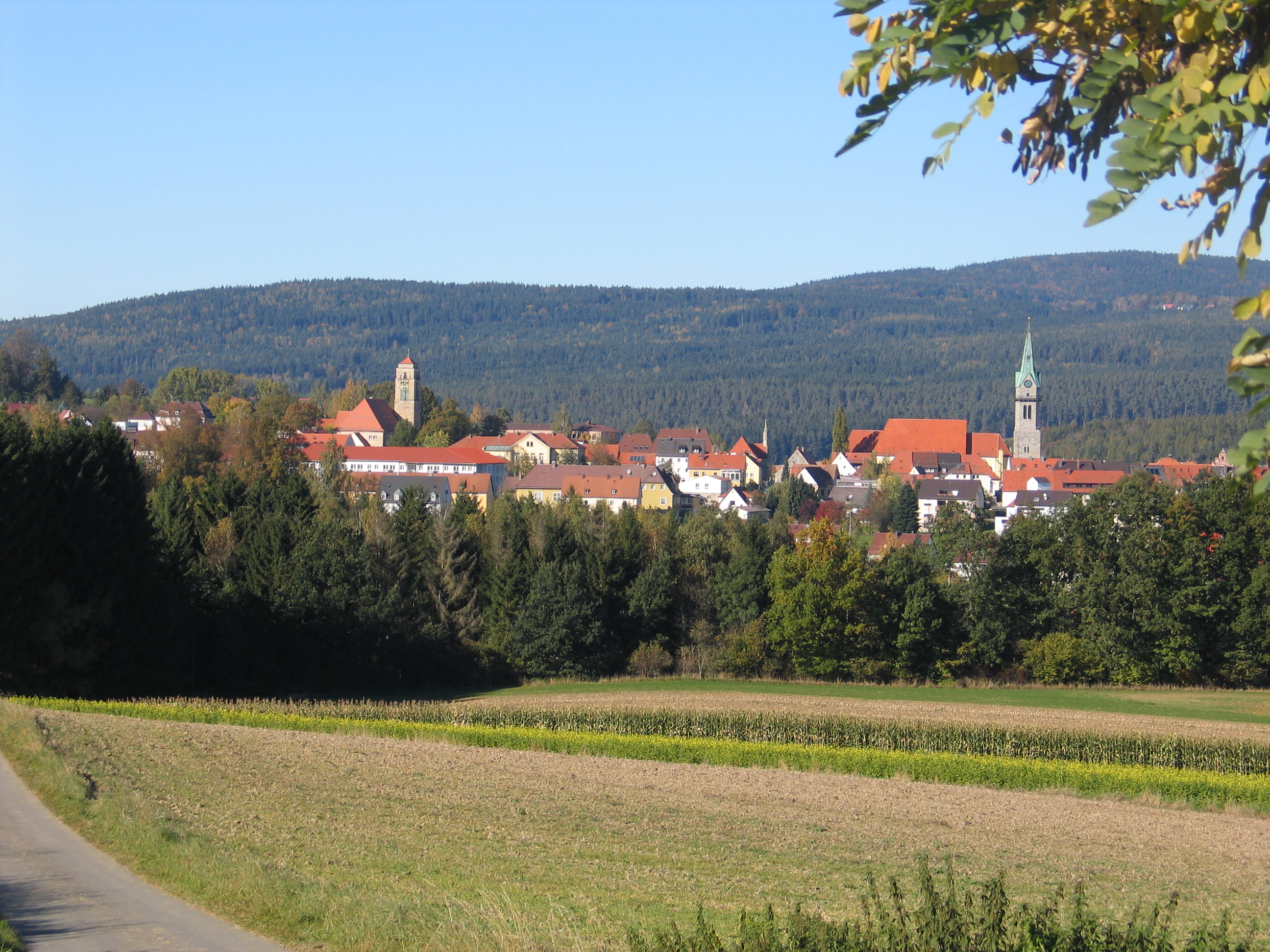
Erbendorf

Erbendorf este un oraș din districtul Tirschenreuth, regiunea administrativă Palatinatul Superior, landul Bavaria, Germania.